# 花都广场站
花都广场站是广州地铁9号线的一个车站，位于中國廣東省广州市花都区迎宾大道天贵路口的地底，于2017年12月28日启用。

## 车站結構

### 車站樓層
本站共有二层，地面为迎宾大道、天贵路、花都廣場、花都區政府以及其他建筑；地下一層為站廳层；地下二層為9號線月台。
| 地下一层 | 站廳                       | 售票機、客服中心、商店、警务室、安检设施 |  |  |
| 地下二层 | 2 站台                     | █9号线 飞鹅岭方向（下站：花果山公园）    |  |  |
|          | 岛式站台（卫生间、母婴室） |                                          |  |  |
|          | 1 站台                     | █9号线 高增方向（下站：马鞍山公园）      |  |  |

### 站厅

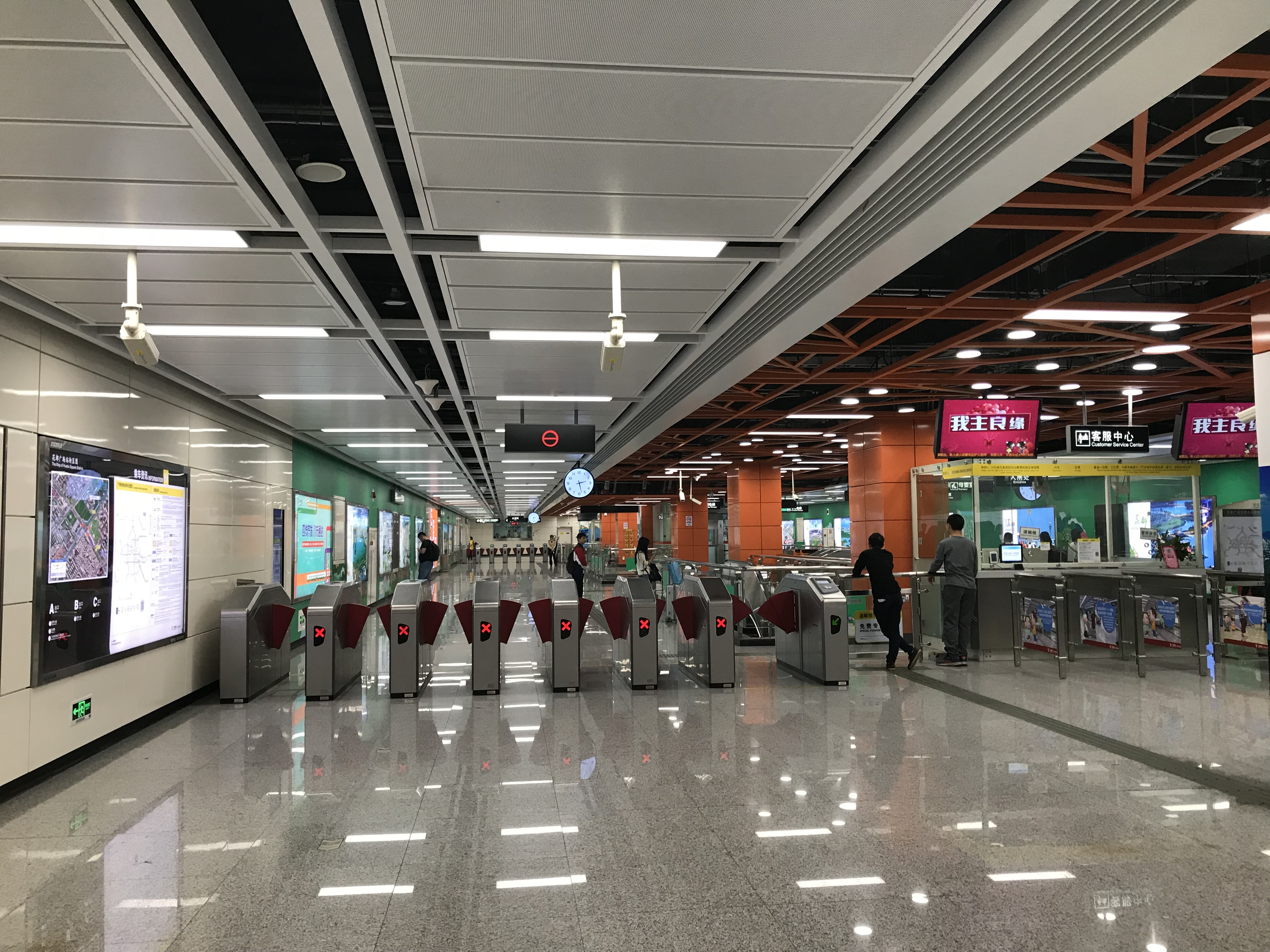
站厅

花都广场站站厅设于地下一层，站厅主要设有售票机、客服中心、自助客服中心等设施。为方便行人进出，站厅北侧被划分为收费区，收费区内设三條扶手电梯、一台专用电梯和一組楼梯方便乘客来往月台层。
另外，本站站厅层设有鸭脖店等商店；同时也设有少数自助服务设施，例如自动贩卖机、共享充电宝以及自动售卡/充值机等。

### 月台
本站将设有一个岛式月台，位于迎宾大道地底。本站的卫生间以及母婴室均设于往高增方向的一端。

1号月台全景图

此外，本站前往高增站的一侧设有一条渡线。

### 出入口
花都广场站目前设有3个出入口供乘客进出车站。
|                                           |                                                       |      |          |                                                            |
| 編號                                      | 设施                                                  | 照片 | 出口指示 | 建議前往的目的地                                           |
| A                                         | 盲道标志 · 扶手电梯标志                               |      | 天贵路   | 迎宾大道、广州市花都区人民政府、花都广场东公交车站（东行） |
| B                                         | 扶手电梯标志                                          |      | 迎宾大道 | 田美上庄公交车站（东行）                                   |
| C                                         | 盲道标志 · 升降机标志 · 无障碍通道标志 · 扶手电梯标志 |      | 迎宾大道 | 广州市花都区人民检察院、田美上庄公交车站（西行）           |
| 註： 設有 \| 設有 \| 設有 \| 設有扶手電梯 |                                                       |      |          |                                                            |

## 接驳交通
花都广场站附近有花都广场东巴士站、田美上庄站巴士站等，方便乘客接驳巴士前往花都区各地。
| 编号           | 编号  | 线路                  | 线路                  | 线路                  | 收费                  | 备注                  |
| -------------- | ----- | --------------------- | --------------------- | --------------------- | --------------------- | --------------------- |
|                | 花2   | 饮食风情街            | ⇆                     | 民航学院              | 2–3元                 |                       |
|                | 花36  | 永利路西              | ⇆                     | 秀全中学              | 2元                   |                       |
|                | 花70  | 清塘地铁站            | 全程 ⇆                | 荔红路                | 2元                   |                       |
| 马鞍山公园西门 | 花70  | 短线 ⇆                |                       | 荔红路                | 2元                   |                       |
|                | 花75A | 已于2025年6月5日停办  | 已于2025年6月5日停办  | 已于2025年6月5日停办  | 已于2025年6月5日停办  | 已于2025年6月5日停办  |
|                | 花76A | 已于2024年5月18日停办 | 已于2024年5月18日停办 | 已于2024年5月18日停办 | 已于2024年5月18日停办 | 已于2024年5月18日停办 |
|                | 花85  | 广州北站              | ⇆                     | 北兴天湖峰境          | 2–4元                 |                       |

| 编号 | 编号                            | 线路                 | 线路 | 线路       | 收费 | 备注 |
| ---- | ------------------------------- | -------------------- | ---- | ---------- | ---- | ---- |
|      | 花4                             | 东环城际花山镇站     | ⇆    | 东方村     | 1元  |      |
|      | 花22                            | 镜湖工业区           | ⇆    | 花都汽车城 | 2元  |      |
|      | 花25B                           | 旗岭市场             | ⇆    | 芙滨西路   | 1元  |      |
|      | 狮岭至桂花岗如约线RY1837/RY1865 | 三元里大道（桂花岗） | ⇆    | 狮岭汽车站 | 15元 |      |

## 利用状况
花都广场站位处花都的行政中心，其北面是花都区政府，周边亦汇集多个区政府部门；同时车站附近有多个住宅小区及公寓，因此本站有着非常可观的客流。

## 历史
在2003年的“花都汽车城-街口线”的規劃方案中，本站作为中途站出現；该线于2005年规划中改为现时9号线的一部分，本站仍作为中途站出现，车站位置与现时基本一致。
花都广场站于2012年10月11日正式开工建设。因地质条件较差，车站施工期间多次发生基底涌水涌砂。2015年6月4日，本站主体结构顺利封顶。
2017年9月30日，本站三权移交。2017年12月28日上午，廣州地鐵2017年新線開通儀式於本站的站厅层舉行；同日中午，本站随9号线开通而启用。
受疫情防控措施影响，本站自2022年10月13日起暂停开放，同月22日中午1时起恢复除B口外的运营服务，而B口亦在26日下午恢复开放。

## 未来发展
远期，本站将成为9号线和29号线的换乘站暨29号线西端终点站。但由于29号线为远期线路，因此29号线车站位置和站台形式均未知。